# 眶脊平背䲁
眶脊平背䲁（學名：Stathmonotus lugubris），為條鰭魚綱䲁形目煙管䲁科平背䲁屬的一個種，分布於中東太平洋墨西哥海域，深度0至5公尺，本魚細長，頭短而鈍，嘴大而斜，前鰓蓋骨的後緣被皮膚覆蓋，前鼻孔和眼睛上方有觸鬚，背鰭軟條36-40枚、臀鰭硬棘2枚、臀鰭軟條20-23枚，體白色，鰓蓋上有傾斜的淺色條紋，中部有一排棕色斑點，頭部下部和腹部為棕色，下巴和喉嚨有白色條紋，背鰭、尾鰭和臀鰭外側呈黑色，背鰭、臀鰭和尾鰭外側呈黑綠色，體長可達2.7公分，棲息在有海草生長的岩礁，雌魚產附著性卵，雄魚會守護卵，生活習性不明。